# Adaptação ambiental
 O processo de Adaptação Ambiental  a um determinado ambiente consiste na adaptação e aclimatização de um indivíduo a um determinado meio, geralmente bastante diferente daquele a que estava habituado, por forma a que o mesmo possa desenvolver-se e reproduzir-se normalmente. 
Para a aclimatação os factores psicológicos e sociais são parte importante do ambiente. Os agentes físicos dependentes da natureza, como a localização geográfica são múltiplos e variados, compreendendo o tempo, clima, níveis de insolação, condições do solo, fornecimento de água, disponibilidade e tipos de alimentos, assim como os perigos que representam para a vida outros organismos como, por exemplo, os parasitas e os predadores.
De todas as formas vivas, provavelmente a humana é a que dispõe de maior capacidade de adaptação a novos ambientes. São vários os mecanismos fisiológicos que realizam automaticamente a aclimatação. Um dos mais importantes para o homem é o que regula o fornecimento de oxigénio aos tecidos. Nas grandes altitudes, a quantidade de oxigénio na atmosfera diminui consideravelmente. 
Esta diminuição poderia limitar todas as funções vitais, se a quantidade de hemoglobina que existe no sangue não aumentasse automaticamente. Ao dispor de maior quantidade de hemoglobina é aumentado o veículo de transporte do oxigénio a todos os tecidos do organismo. 
Assim, embora na presença de uma diminuição da quantidade de oxigénio fornecido pelo ambiente externo, o oxigénio fornecido ao organismo, ou seja aos tecidos, mantém-se constante.
A resposta fisiológica ao calor faz accionar dois importantes mecanismos, sem os quais o homem e outros animais superiores não poderiam adaptar-se. A pele, mediante um mecanismo vasomotor delicadamente equilibrado, pode actuar como irradiador, e também como isolador na regulação da temperatura do corpo.
Assim, no tempo mais quente, circula muito sangue portador de calor pelos vasos sanguíneos periféricos (vasos sanguíneos situados perto da superfície do corpo), actuando a pele como irradiador. 
Em virtude de outro mecanismo, a pele constitui uma grande superfície de evaporação da água excretada pelas glândulas sudoríferas.
Existem variações individuais e étnicas no que respeita à possibilidade de adaptação a outros climas. Os indivíduos que vivem em países frios ou temperados têm dificuldade em se adaptar ao trabalho nos climas tropicais. Com uma adequada ingestão de líquidos e sal e uma dieta conveniente, poderão adaptar-se a um trabalho moderado, quando a umidade ambiente não for excessiva, embora em temperaturas relativamente elevadas. Um grau elevado de umidade (perto do ponto de saturação) impede a evaporação do suor, tornando-se esta situação doentia e intolerável.